# Квартира

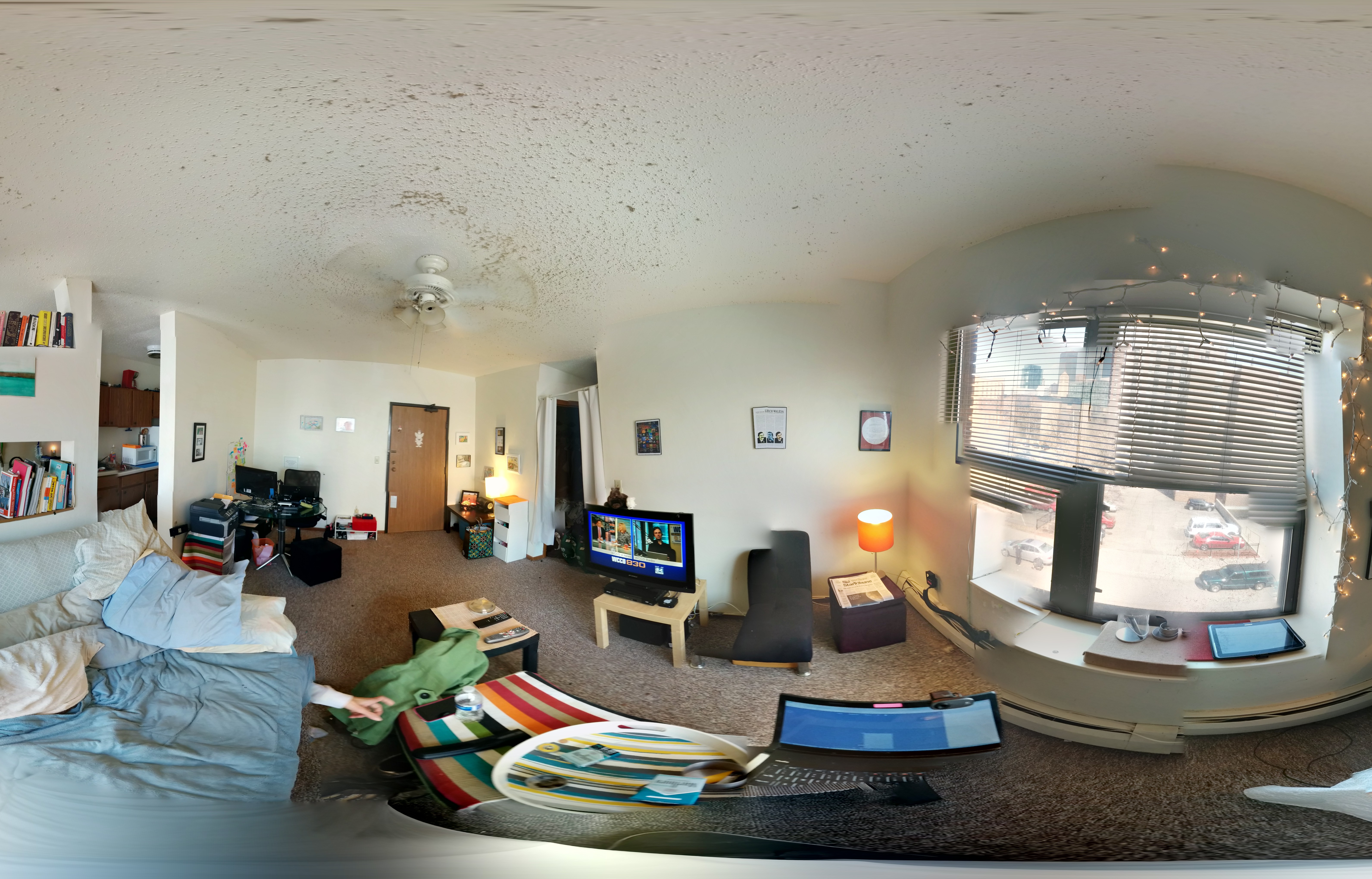
Інтер'єр квартири у Міннеаполісі, США

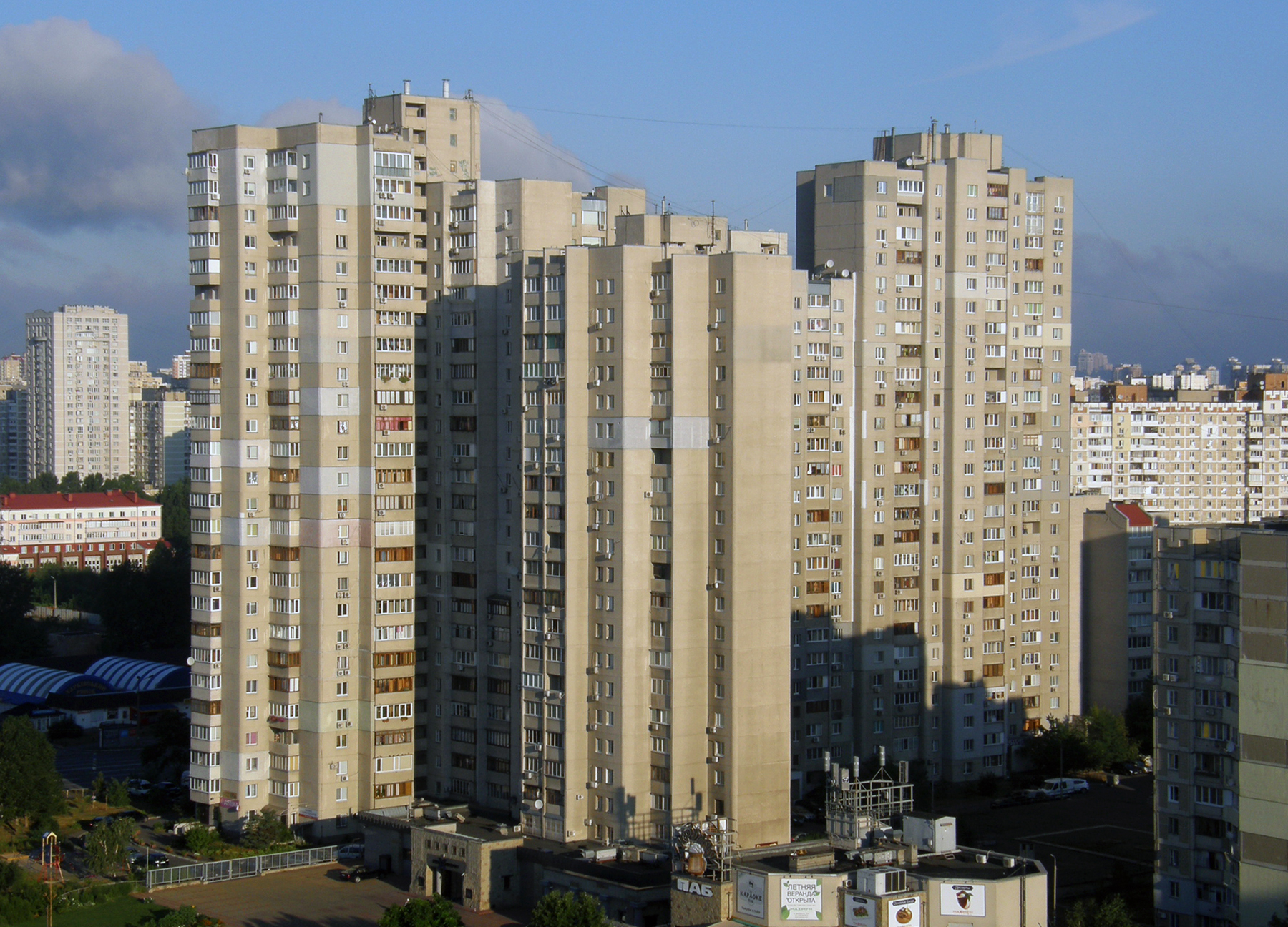
Багатоквартирні будинки в Києві, Україна

Кварти́ра або поме́шкання — частина житлового будинку, яка вміщує кілька кімнат.

## Походження
Слово квартира походить від нім. Quartier, первісним значенням якого було «четверта частина», «чверть», потім воно стало значити і «частина будинку» (спочатку — його четверта частина). Від нього походить також слово «кватирка» (через пол. kwatera). сер.-в.-нім. quartier походить від лат. quartārius («одиниця вимірювання», «чверть»), пов'язаним з quater («чотири рази») та quattuor («чотири»). Латинські слова виводяться від пра-і.є. *kʷetwóres («чотири»), і споріднені з слов'янськими «чотири», «четвертий», «чверть».

## Визначення терміна
Квартира — ізольоване помешкання в житловому будинку, призначене та придатне для постійного у ньому проживання.
Кварти́ра — сукупність житлових та допоміжних приміщень, які мають окремий вихід на сходову клітку, коридор або в двір.
Кварти́ра — ізольована частина будинку, яка відділена від інших суміжних приміщень стінами без отвору або глухими перегородками та має самостійний вихід на сходову клітку, коридор загального користування, у двір чи на вулицю. Квартирою в житлових будинках коридорного типу з окремими кімнатами, які виходять у загальний коридор, вважається комплекс кімнат із загальною кухнею для них, на кожному поверсі з кожного боку сходової клітки в яких проживають сім'ї або одинаки.
Кварти́ра — частина житлового будинку, що призначена для проживання однієї особи, однієї або кількох сімей, з упорядженими житловими кімнатами, підсобними приміщеннями і окремим виходом на сходову клітину, галерею, в коридор або на вулицю.

## Термінологія в Україні
Загальна площа квартири — площа житлових кімнат і підсобних приміщень квартири з урахуванням площі лоджій, балконів і терас за такими коефіцієнтами: лоджії — 0,5, балкони і тераси — 0,3, засклені лоджії — 1, засклені балкони — 0,8.
Житлова площа квартири визначається як сума площ житлових кімнат.
До житлової площі включається площа житлових квартир, що складається з однієї житлової кімнати, яка служить одночасно кухнею; житлових кімнат у нежитлових будівлях і приміщеннях — школах, лікарнях тощо, а також площа житлових кімнат, тимчасово незаселених з будь-яких причин (ремонт, переобладнання).
До житлової площі не належить: площа кухонь, коридорів, ванних, комор, вбудованих шаф, інших підсобних приміщень, площа житлових квартир і кімнат, які призначені для проживання, але використовуються з іншою метою.
До житлової площі гуртожитків включається площа житлових кімнат (загальних кімнат та спалень); кімнат для відпочинку та позакласних занять дитячих будинків, будинків-інтернатів для громадян похилого віку та інвалідів (дорослих і дітей), шкіл-інтернатів.
Підсобні приміщення — це приміщення кухні, ванної кімнати чи душової, санвузла, квартирного коридору чи передпокою, вбудованих у квартирі кладових чи шаф.
Середня площа нової квартири в Україні становить близько 59 кв. м.